# Henri Babinski

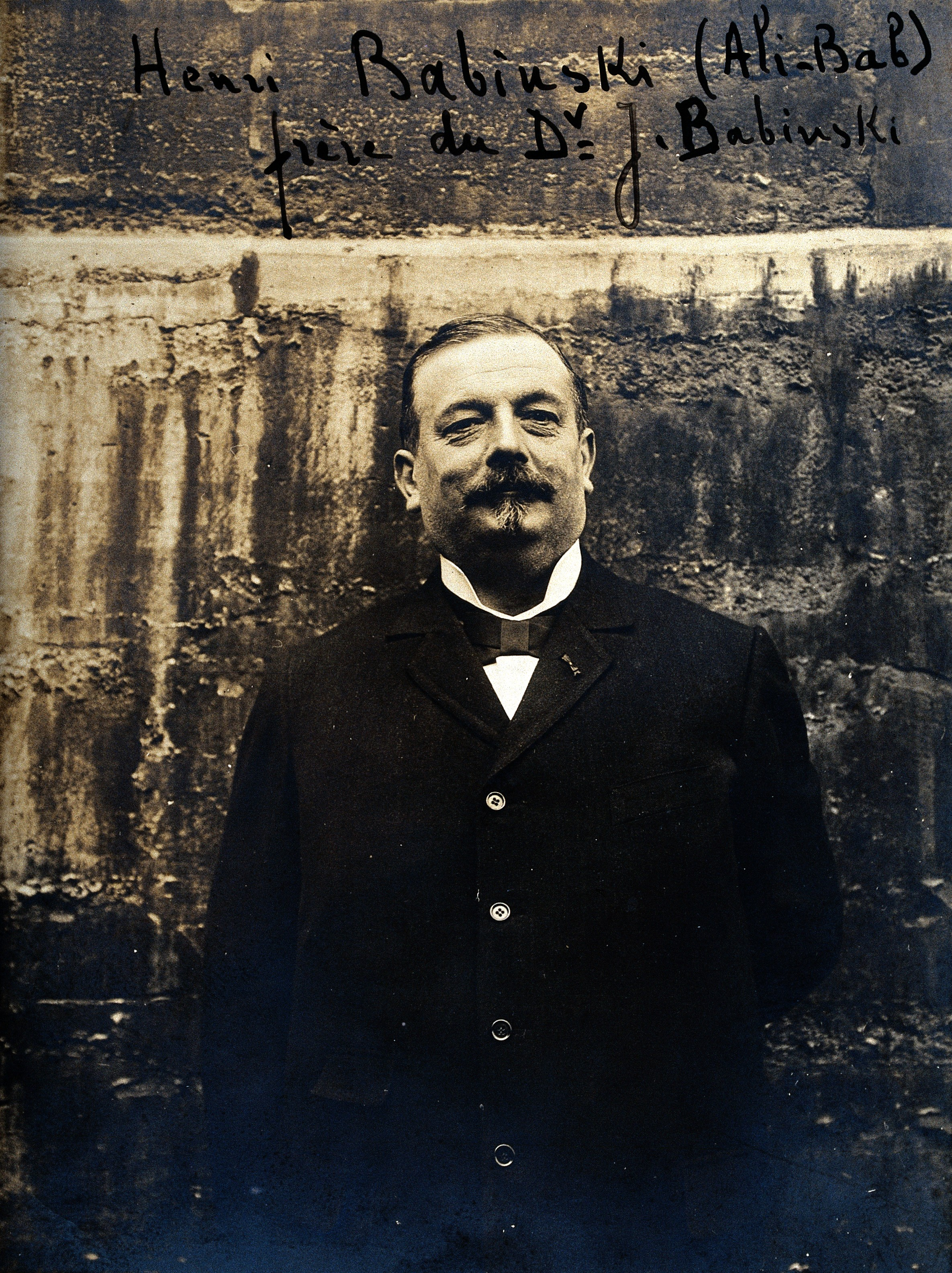
Henri Babinski

Henri Joseph Séverin Babinski (* 2. November 1855 in Paris; † 20. August 1931 ebenda), Pseudonym Ali-Bab, war ein französischer Kochbuchautor.
Henri Babinski war ein Sohn des polnischen Ingenieurs Alexander Babinski, der 1848 nach Paris emigriert war, und von Henriette Waren. Er war der ältere Bruder des Neurologen Joseph Babinski (1857–1932).
Ab 1874 besuchte Henri Babinski die Pariser Bergbauschule École des Mines und schloss 1878 als Ingenieur (Ingénieur civil des mines) ab. Er war Direktor einer Zinkmine in La Grand-Combe (Département Gard) und arbeitete danach mehr als 15 Jahre in Französisch-Guayana und anderen Ländern an der Erschließung und Exploration von Goldminen. Ab der Jahrhundertwende bis zu seinem Tod lebte er in Paris mit seinem Bruder zusammen.
Seine Aufenthalte im Ausland und die Erfahrungen mit den jeweiligen Landesküchen weckten Babinskis Interesse an der Kochkunst. 1907 veröffentlichte er unter dem Pseudonym Ali-Bab das Kochbuch Gastronomie pratique. Es enthielt neben detailreichen Rezepten auch Texte zur Geschichte der Kochkunst, zur Lebensmittelkunde und zu Getränken. Das Buch wurde später von Babinski stark erweitert und umfasste in der Auflage von 1928 über 1000 Seiten. Neben Auguste Escoffiers Guide Culinaire (1903) gilt es als eines der Standardwerke des 20. Jahrhunderts zur französischen Küche.

## Werke
- Gastronomie pratique, études culinaires, suivies du traitement de l’obésité des gourmands. Flammarion, Paris 1907
- Neuauflage: Gastronomie pratique: Une bible gourmande en 5000 recettes. Flammarion, Paris 1993, ISBN 2-08-200728-6.